# 大統領令14178号
デジタル金融テクノロジーにおける米国のリーダーシップの強化（デジタルきんゆうテクノロジーにおけるべいこくのリーダーシップのきょうか、英: Strengthening American Leadership in Digital Financial Technology）を表題とする大統領令14148号は、2025年1月23日に米国大統領ドナルド・トランプが署名し発令した大統領令。2022年3月9日にジョー・バイデン大統領（当時）が署名した大統領令14067号と2022年7月7日に決定した財務省の「デジタル資産に関する国際的関与の枠組み」を撤廃するというものであった。さらに同大統領令は、中央銀行によるデジタル通貨の設立・発行・促進を禁止し、180日以内にデジタル資産に関する規制の枠組みを提案することを目的とする団体を設置した。